# Johannes Chrząszcz
Johannes Peter Chrząszcz (* 27. April 1857 in Polnisch Müllmen bei Oberglogau, Provinz Schlesien; † 26. Februar 1928 in Peiskretscham, Provinz Oberschlesien) war ein römisch-katholischer Priester, der als schlesischer Heimatforscher bekannt wurde.

## Leben
Am 27. April 1857 wurde Johannes Chrząszcz in Polnisch Müllmen geboren und in der Pfarrkirche in Deutsch Müllmen getauft. Er besuchte die Volksschule in Deutsch-Müllmen und Gymnasien in Leobschütz, Breslau und Oppeln. Nachdem er in Prag zum Priester geweiht worden war, wurde er zunächst Schlosskaplan in Chrosczinna bei Dambrau. Später war er in Ruda tätig. 1883 wurde er Gymnasial- und Religionslehrer in Gleiwitz. 1888 promovierte er zum Doktor der Theologie an der Universität Breslau. Am 15. November 1890 übernahm er die Pfarrgemeinde Peiskretscham. Dort verstarb er am 26. Februar 1928 als Geistlicher Rat und Erzpriester.
Neben seiner seelsorglichen Tätigkeit verfasste er zahlreiche theologische und heimatgeschichtliche Bücher und Aufsätze. Bis 1920 war er Herausgeber der Zeitschrift Oberschlesische Heimat – Zeitschrift des oberschlesischen Geschichtsvereins.

## Werke (Auswahl)
- De evangelio secundum Hebraeos ... Dissertation, gedruckt im Verlag Theodorum Zalewski, Gleiwitz 1888
- Maria von Lourdes: Geschichte des Gnadenortes Lourdes. Verlag Wilpert, Groß-Strehlitz 1890
- Drei schlesische Landesheilige. Der heilige Hyacinth, der selige Ceslaus und die selige Bronislawa. Verlag G. P. Aderholz, Breslau 1897 (djvu-Datei)
- Der heilige Adalbert, Bischof und Märtyrer. Verlag G. P. Aderholz, Breslau 1897 (djvu-Datei)
- Geschichte der Städte Peiskretscham und Tost sowie des Toster Kreises in Ober-Schlesien. Verlag G. Palla, Peiskretscham 1900 (djvu-Datei)
- Fest-Schrift zur 50-jährigen Jubel-Feier der katholischen St. Barbara-Pfarrgemeinde in Königshütte O.-S. St. Hyacinth-Druckerei, Königshütte 1902 (djvu-Datei)
- Einige Reisebilder aus Oberschlesien, Mähren und Böhmen. Verlag R. Nischkowsky, Breslau 1904 (djvu-Datei)
- Kirchengeschichte Schlesiens (für Schule und Haus). Verlag Aderholz, Breslau 1908 (djvu-Datei)
- Das Dreiding in der Herrschaft Moschen, umfassend die Dörfer Deutsch- und Polnisch-Müllmen, Czartowitz, Legelsdorf, Charlottendorf und Moschen. 1909 (PDF-Datei; 158 kB)
- Das Stadtbuch der Stadt Neustadt O.-S., Eintragungen aus dem Jahre 1537 bis 1542. In: Sonderabdruck der Zeitschrift „Oberschlesien“, 1912 (djvu-Datei)
- Geschichte der Stadt Neustadt in Oberschlesien. Herausgegeben vom Magistrat Neustadt O/S, 1912 (djvu-Datei)
- Geschichte von Zülz. In: Sonderabdruck aus der Zeitschrift „Oberschlesische Heimat“ (djvu-Datei)
- Festschrift zum hundertjährigen Jubiläum des Klosters der Barmherzigen Brüder zu Pilchowitz 1814 bis 1914. In: Schlesische Volkszeitung, Breslau 1914 (djvu-Datei)
- Geschichte der Stadt Krappitz in Oberschlesien. Verlag R. Nischkowsky, Breslau 1932 (djvu-Datei)
- Geschichte der Stadt Zülz in Oberschlesien; von den ältesten Zeiten bis zur Gegenwart (Mitautoren: Hanke, Israel Rabin; Herausgeber: Magistrat Zülz, 1926) (djvu-Datei)
- Die Geschichte der Städte Peiskretscham und Tost sowie des Kreises Tost-Gleiwitz (2., verbesserte und erweiterte Auflage; Verlag Palla, Peiskretscham 1927) (djvu-Datei)
- Das schwarze Buch von Gleiwitz. 1927 (djvu-Datei)